# Corticeus assignatus
Corticeus assignatus – gatunek chrząszcza z rodziny czarnuchowatych i podrodziny Diaperinae.

## Taksonomia
Gatunek ten opisany został po raz pierwszy w 2018 roku przez Hamsa J. Bremera na łamach „Mitteilungen der Münchner Entomologischen Gesellschaft”. Jako lokalizację typową wskazano stację badawczą Panguana nad Río Yuyapichis w peruwiańskim regionie Huánuco.

## Morfologia
Chrząszcz o wydłużonym ciele długości około 2,5 mm i szerokości około 0,7 mm. Ubarwienie ma lśniąco czarne z brązowymi czułkami i odnóżami.
Głowa ma lekko poprzecznie sklepiony, drobno i niezbyt gęsto punktowany nadustek, zwężone ku przodowi i osiągające jej przednią krawędź policzki, wąskie i punktowane jak nadustek czoło oraz duże, bocznie wyłupiaste, na przedzie nieznacznie wykrojone oczy. Czułki mają pięcioczłonowe buławki.
Przedplecze jest nieco dłuższe niż szersze, wypukłe, o prawie prostych i lekko zaokrąglonych kątach przednich, prawie prostych i niemal równoległych krawędziach bocznych oraz kanciastych i lekko rozwartych kątach tylnych. Kształt tarczki jest poprzecznie owalny. Pokrywy są półwalcowate, o prostej podstawie, prostych brzegach bocznych i ściętym szczycie, o punktowaniu częściowo poukładanym w niewyraźne rzędy. Odnóża mają czteroczłonowe stopy. Przednie i środkowe golenie mają zewnętrzne krawędzie u szczytu gwałtownie rozszerzone w ząb.

## Rozprzestrzenienie
Owad neotropikalny, endemiczny dla Peru, znany tylko z lokalizacji typowej. Spotkany na rzędnych 230 m n.p.m.